# Nichole Ayers
Nichole Rhea Ayers (* 13. Dezember 1988 in San Diego, Kalifornien, geb. Stilwell) ist eine US-amerikanische Astronautin der NASA und Major der United States Air Force.

## Leben und Karriere
Ayers hat die Zwillingsschwester Cydnee und besuchte die Woodland Park High School in Woodland Park, Colorado. Nach dem Abschluss ihres Bachelor-Studiums der Mathematik mit Russisch im Nebenfach an der United States Air Force Academy in Colorado Springs im Jahr 2011 erwarb sie 2013 einen Master of Science in Computermathematik und angewandter Mathematik an der Rice University in Houston, Texas.
Nachdem sie im Jahr 2014 ihre Pilotenausbildung abgeschlossen hatte, arbeitete sie auf der Langley Air Force Base in Virginia, wo sie die Northrop T-38 flog und als Fluglehrerin arbeitete. Im Jahr 2018 absolvierte Ayers den Grundkurs für die Lockheed Martin F-22. Im Rahmen der Operation Inherent Resolve erwarb sie über 200 Kampfflugstunden im Irak und in Syrien; insgesamt verfügt Ayers über mehr als 1150 Flugstunden in der T-38 und der F-22. Im Jahr 2019 führte sie die erste reine Frauenformation der F-22 im Kampf an.
Von Januar 2022 bis März 2024 absolvierte sie die Astronautenausbildung der NASA, für die sie im Dezember 2021 unter rund 12.000 Bewerbern ausgewählt worden war.
Als erste ihres Jahrgangs wurde Ayers einem Raumflug zugeteilt. Sie ist Pilotin der Mission SpaceX Crew-10 und flog am 14. März 2025 zusammen mit Anne McClain, Kirill Peskow, und Takuya Ōnishi zur ISS.

## Privates
Sie heiratete 2020 Justin Ayers in Neuseeland.